# Eudonia trivirgata
Eudonia trivirgata là một loài bướm đêm trong họ Crambidae.